# 大円寺 (青森県大鰐町)

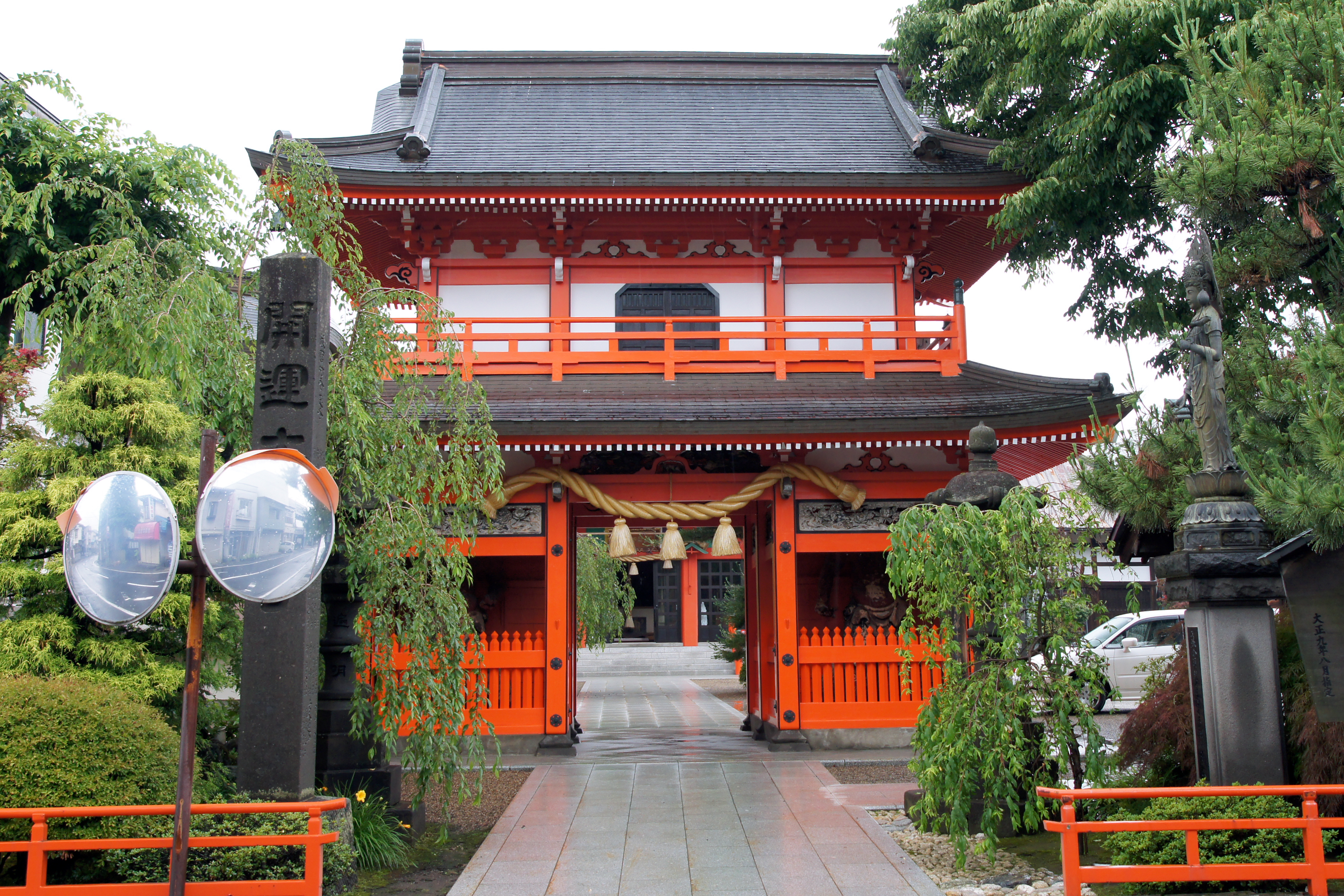
山門

大円寺（だいえんじ）は、青森県南津軽郡大鰐町の大鰐温泉郷にある高野山真言宗の寺院である。通称は「大鰐の大日様」。

## 歴史
寺伝によると、本尊の大日如来は奈良時代に阿闍羅山の大安国寺に安置されたとされる。大安国寺は当地でオオアネと読まれ、地名「大鰐」の起源ともいわれている。
のちに大安国寺は衰退し、本尊の大日如来は鎌倉時代建久2年（1191年）に阿闍羅山千坊と称された神岡山の高伯寺に移された。
その後、江戸時代慶安3年（1650年）、津軽藩三代藩主津軽信義により高伯寺と本尊大日如来は現在地に移され、以来江戸時代末まで津軽藩主家の庇護を受けることになる。
明治4年、神仏分離の際、弘前市から大円寺が移り、寺号を高伯寺から大円寺に改め、現在に至る。

## 文化財
重要文化財（国指定）
- 木造阿弥陀如来坐像 - 像高233cm、鎌倉時代。寺伝大日如来坐像[1]。大正9年（1920年）に当時の古社寺保存法に基づき国宝（旧国宝、現行法の重要文化財に相当）に指定。この像を「大阿弥陀」と呼んでいたものが転嫁して「大鰐」になったとされる。一方で地元ではこの像を「大日様（大日如来）」と呼んでおり、その理由は定かではない。

## 御詠歌
大聖の 慈悲にすがりて 阿闍羅山 昔も今も めざす大日

## 交通アクセス
- JR奥羽本線・弘南鉄道大鰐線 大鰐温泉駅 徒歩10分